# Dirk von Selle
Dirk von Selle (* 25. Mai 1964 in Wuppertal) ist ein deutscher Jurist. Er ist seit dem 1. Januar 2019 Richter am Bundesgerichtshof.

## Leben und Wirken
Von Selle trat nach Abschluss seiner juristischen Ausbildung 1996 in den Justizdienst des Landes Brandenburg ein und war zunächst beim Landgericht Frankfurt/Oder und beim Amtsgericht Bernau tätig. Dort wurde er 1999 zum Richter am Amtsgericht ernannt. 2003 bis 2004 war er an das Landgericht Frankfurt/Oder und anschließend bis 2008 an das Brandenburgische Oberlandesgericht abgeordnet. Während dieser Zeit erfolgte 2005 seine Ernennung zum Richter am Amtsgericht als ständiger Vertreter eines Direktors. 2008 wurde von Selle zum Richter am Oberlandesgericht ernannt. Seit 2012 war er zudem Beisitzer im Dienstgerichtshof des Landes Brandenburg. Von Selle ist promoviert.
Das Präsidium des Bundesgerichtshofs wies von Selle zunächst dem vornehmlich für Rechtsstreitigkeiten aus dem Gebiet des Gesellschaftsrechts und für Teilbereiche des Kapitalmarktrechts zuständigen II. Zivilsenat zu.
Seit 2017 arbeitet von Selle gemeinsam mit dem Fotografen Andreas Hahm-Gerling am Kunstprojekt Laws of Germany, in dem deutsche Gesetzestexte visualisiert werden.

## Publikationen
- Gerechte Geldstrafe: eine Konkretisierung des Grundsatzes der Opfergleichheit, Berlin-Verl. Spitz, 1997. OCLC 40304124
- Gesetz über das gerichtliche Verfahren in Landwirtschaftssachen Kommentar, mit Rainer Huth und C. H. Beck Verlag, München C. H. Beck 2017. OCLC 922717246
- Prolog zu Nürnberg: Die Leipziger Kriegsverbrecherprozesse vor dem Reichsgericht, 1997. OCLC 770742596
- Zur Strafbarkeit des politisch motivierten Tötungsverbrechens, Neue Juristische Wochenschrift, 53, 2000, H. 14, S. 992–996. OCLC 718306236
- [Rezension von:] Jenschke, Christoff: Der völkerrechtliche Rückgabeanspruch auf in Kriegszeiten widerrechtlich verbrachte Kulturgüter. – Berlin: Duncker et Humblot, 2005. OCLC 888908075